# Compagnie royale des mines et fonderies du Languedoc
La Compagnie royale des mines et fonderies du Languedoc fut fondée en 1666 et devait mettre en exploitation les gisements de plomb et de cuivre de cette province, ceux du Rouergue et du pays de Foix, et établir des fonderies pour épurer le minerai. Ils envoyèrent en Allemagne un ingénieur de Carcassonne, nommé Chénier, pour étudier le système d'exploitation des mines du Harz (Altenau...)  et de la Saxe (Freiberg...).
Dès les mois de juin et de juillet 1666, Chénier, de retour de sa mission, commença les travaux, pour une dépense de moins de 50 000 livres, dans une vingtaine d'ateliers. La Compagnie avait sollicité Colbert pour faire venir de Suède des mineurs habitués à la recherche des filons de cuivre et de plomb, et au traitement du minerai. Le fils de Guillaume de Bèche, venu de Suède où sa famille a développé la métallurgie, s'installe alors dans la région. Colbert lui demanda de faire venir d'autres ouvriers de Suède et d'attirer leurs femmes, pour mieux retenir les maris.
Mais la désorganisation de l'entreprise, suivie de près par Colbert, obligea à concentrer les efforts sur trois ateliers seulement. Les expériences se prolongèrent d'octobre 1669 à mars 1670. Elles laissèrent peu d'espoir. En décembre 1670, le licenciement des ouvriers était décidé. Colbert renonçait à un projet dont l'exécution lui paraissait désormais impossible.
Parmi les causes de l'échec furent avancées l'absence d'unité dans la direction de l'entreprise, l'incompétence des financiers qui en avaient été chargés, les rivalités entre le représentant d'actionnaires pressés d'obtenir des résultats rémunérateurs, et l'ingénieur Clerville, préoccupé surtout d'assurer une bonne exploitation technique.
La Compagnie royale des mines et fonderies du Languedoc n'a pas pour autant disparu. En mars 1734, la compagnie Guillaume Roussel, encore appelée « Compagnie des mines du Languedoc », obtenait la concession des mines des diocèses d'Alet et de Narbonne. Constituée par contrat en date du 21 août 1734, elle regroupait François Penot de Tournières, écuyer secrétaire du roi à Paris pour trois sols, Jacques Lempereur, receveur des tailles à Lyon, logé à Paris chez François Tronchin pour cinq sols, Joseph François Baladud de Saint-Jean pour un sol ; Henry Jules Bouquet, de Rolle dans le Pays de Vaud, pour deux sols ; François Tronchin, banquier à Paris pour quatre sols ; Benjamin Jaïn de Morges, dans le Pays de Vaud, et Charles Mathieu de l'électorat de Trèves, « bourgeois de Paris », chacun pour un sol. Au total, 15 sols sur les 22 envisagés furent souscrits, avec un apport de fonds -tout à fait considérable- de 30 000 livres par sols à quoi s'ajoutaient deux sols et demi accordés sans versement de fonds à Jean-Baptiste Privat de Perpignan « pour son travail de recherche, découverte et exploitation des dites mines ». En 1736, elle se vit attribuer la concession des mines du diocèse de Pamiers.